# شهرستان مالوکاراچایفسکی
شهرستان مالوکاراچایفسکی (به لاتین: Malokarachayevsky District) یک شهرستان در روسیه است که در قره‌چای و چرکس واقع شده‌است.